# اسحق نيفيس ريفيرا
اسحق نيفيس ريفيرا (بالإنجليزية: Isaac Nieves Rivera)‏ (6 يناير 1982 بسان خوان في الولايات المتحدة - ) هو لاعب كرة قدم أمريكي في مركز الوسط. شارك مع منتخب بورتوريكو لكرة القدم. أما مع النوادي، فقد لعب مع Puerto Rico Islanders ‏ وBayamón Fútbol Club ‏ وSevilla FC Puerto Rico ‏.

## وصلات خارجية
- اسحق نيفيس ريفيرا على موقع الاتحاد الدولي (مؤرشف)  (الإنجليزية)
- اسحق نيفيس ريفيرا على موقع قاعدة بيانات كرة القدم.إي يو (الإنجليزية)
- اسحق نيفيس ريفيرا على موقع ناشيونال فوتبول تيمز (الإنجليزية)